# Firebox
Firebox（ファイヤーボックス）は、米WatchGuard社が開発した統合脅威管理（UTM）アプライアンス。 ファイアウォールをベースに、ウイルス対策、不正侵入阻止、迷惑メール対策、ウェブフィルタリング、VPNなどの機能を一台のアプライアンスに集約。OSI全7層を検知するアプリケーション・プロキシを採用しているほか、レポート機能をバンドルし、ネットワーク活動のグラフ化が可能であることが1つの特徴となっている。SOHO・小規模ネットワーク向けの「Edge」、小・中小規模ネットワーク向けの「Core」、中・大規模ネットワーク向けの「Peak」、大規模エンタープライズ向けの「XTM1050」などのラインナップを有し、同じシリーズであれば、ライセンス購入のソフトウェアのみでのモデルアップグレードが可能。
150カ国以上の国々で使用されており、総出荷台数は500,000台以上。WatchGuard社のコーポレートカラーである赤色を製品カラーとして統一しており、「赤箱」と呼ばれることもある。